# Paonia
Paonia es un pueblo ubicado en el condado de Delta, en el estado estadounidense de Colorado. En el censo del año 2010, tenía una población de 1451 habitantes. Tenía una población estimada, en 2019, de 1300 habitantes.

## Geografía
Paonia se encuentra ubicado en las coordenadas 38°52′3″N 107°35′33″O / 38.86750, -107.59250.

## Demografía
Según la Oficina del Censo en 2000 los ingresos medios por hogar en la localidad eran de $31,831, y los ingresos medios por familia eran $40,170. Los hombres tenían unos ingresos medios de $35,962 frente a los $17,500 para las mujeres. La renta per cápita para la localidad era de $16,033. Alrededor del 12,2% de la población estaba por debajo del umbral de pobreza.